# Білозір (рослина)
Білозі́р (Parnassia) — рід багаторічних трав'янистих рослин родини бруслинових, що налічує 72 види. Раніше разом із родом Lepuropetalon виділявся у родину білозорових.

## Опис
До роду належать трав'янисті рослини заввишки 2-40 см. Підземні органи білозорів представлені коротким симподіальним кореневищем і мичкуватими корінцями. Стебла прості, рідше — розгалужені, голі, прямостоячі. Листки зазвичай поділяються на прикореневі, зібрані в розетку, та менш численні стеблові.
Квіти поодинокі, двостатеві, актиноморфні, п'ятичленні, білі, завжди розташовані на кінцях стебел. Чашолистки можуть бути вільними або зрослими. Представникам роду притаманне чергування фертильних тичинок з безплідними — стамінодіями. Зав'язь одногнізда.
Плід — одно-, три- або чотиригнізда коробочка. Насіння численне, прикріплене до стінок плоду.

## Поширення
Білозори розповсюджені в помірній смузі Північної півкулі, найвитриваліші види проникають до 80°північної широти, тобто до самої Арктики. Центр видового розмаїття розташований в Східних Гімалаях, де зростає 63 види, з яких 49 є ендеміками Китаю.
В Україні зростає лише один вид — білозір болотний, який росте на вологих луках і болотах (звичайний на Поліссі).

## Види
| - Parnassia amoena Diels - Parnassia angustipetala T.C. Ku - Parnassia asarifolia Vent. - Parnassia bifolia Nekr. - Parnassia brevistyla (Brieger) Hand.-Mazz. - Parnassia cacuminum Hand.-Mazz. - Parnassia californica (A. Gray) Greene - Parnassia caroliniana Michx. - Parnassia chengkouensis T.C. Ku - Parnassia chinensis Franch. - Parnassia cirrata Piper - Parnassia cooperi W.E. Evans - Parnassia cordata (Drude) Z.P. Jien ex T.C. Ku - Parnassia crassifolia Franch. - Parnassia davidii Franch. - Parnassia degeensis T.C. Ku - Parnassia delavayi Franch. - Parnassia deqenensis T.C. Ku - Parnassia dilatata Hand.-Mazz. - Parnassia epunctulata J.T. Pan - Parnassia esquirolii H. Lév. - Parnassia faberi Oliv. - Parnassia farreri W.E. Evans - Parnassia filchneri Ulbr. | - Parnassia fimbriata K.D. Koenig - Parnassia foliosa Hook. f. & Thomson - Parnassia gansuensis T.C. Ku - Parnassia glauca Raf. - Parnassia grandifolia DC. - Parnassia guilinensis G.Z. Li & S.C. Tang - Parnassia intermedia Rydb. - Parnassia kangdingensis T.C. Ku - Parnassia kotzebuei Cham. & Schltdl. ex Spreng. - Parnassia labiata Z.P. Jien - Parnassia lanceolata T.C. Ku - Parnassia laxmannii Pall. ex Schult. - Parnassia leptophylla Hand.-Mazz. - Parnassia lijiangensis T.C. Ku - Parnassia longipetala Hand.-Mazz. - Parnassia longipetaloides J.T. Pan - Parnassia longshengensis T.C. Ku - Parnassia lutea Batalin - Parnassia monochorifolia Franch. - Parnassia montanensis Fernald & Rydb. - Parnassia mysorensis F. Heyne ex Wight & Arn. - Parnassia noemiae Franch. - Parnassia nubicola Wall. ex Royle - Parnassia obovata Hand.-Mazz. | - Parnassia omeiensis T.C. Ku - Parnassia oreophila Hance - Parnassia palustris L. - Parnassia parviflora DC. - Parnassia perciliata Diels - Parnassia petitmenginii H. Lév. - Parnassia pusilla Wall. ex Arn. - Parnassia qinghaiensis J.T. Pan - Parnassia rhombipetala B.L. Chai - Parnassia scaposa Mattf. - Parnassia simaoensis Y.Y. Qian - Parnassia submysorensis J.T. Pan - Parnassia subscaposa C.Y. Wu ex T.C. Ku - Parnassia tenella Hook. f. & Thomson - Parnassia tibetana Z.P. Jien ex T.C. Ku - Parnassia trinervis Drude - Parnassia venusta Z.P. Jien - Parnassia wightiana Wall. ex Wight & Arn. - Parnassia xinganensis C.Z. Gao & G.Z. Li - Parnassia yanyuanensis T.C. Ku - Parnassia yiliangensis T.C. Ku - Parnassia yui Z.P. Jien - Parnassia yulongshanensis T.C. Ku - Parnassia yunnanensis Franch. |